# Little Pal
Little Pal ist ein Popsong, den Ray Henderson (Musik), Lew Brown und Buddy DeSylva (Text) verfassten und 1929 veröffentlichten.

## Hintergrund
Das Songwriter-Team Henderson, DeSylva und Brown schrieb den Song Little Pal für das Filmmusical Say It with Songs (1929). Mit der sentimentalen Ballade Little Pal hofften die drei Songwriter und Al Jolson, an den Erfolg von Sonny Boy anknüpfen zu können, doch die Plattenaufnahme von Little Pal hatte zwar ähnlichen Verkaufserfolg (#1), aber nicht annähernd den gleichen Appeal. Dennoch gelang es Gene Austin/Nat Shilkret Orchestra (Victor 21952, #7) und Paul Whiteman/Bing Crosby (#9), mit dem Lied in die US-Charts zu kommen.

## Erste Aufnahmen und spätere Coverversionen
Zu den weiteren Musikern, die den Song ab 1929 coverten, gehörten Joe Venuti and His New Yorkers (OKeh, u. a. mit Jimmy und Tommy Dorsey, Arthur Schutt, Eddie Lang und dem Sänger Smith Ballew), in Berlin Béla Dajos (Odeon), ferner der Tenor John McCormack (HMV). Paul O’Montis nahm eine deutsche Fassung von Little Pal auf.  Willy Jensen spielte 1936 mit Kai Julians Strygeensemble eine schwedische Fassung (Lille Kammerat, Columbia GD-93) ein. Verwendung fand der Song u. a. in einem der Talkartoons der Fleischer Studios, in Betty Boop's Little Pal (1934).
Der Diskograf Tom Lord listet im Bereich des Jazz insgesamt zehn (Stand 2016) Coverversionen, u. a. von Svend Asmussen, Clinton Ford/Alan Elsdon, Eli Newberger/Jimmy Mazzy/Butch Thompson und Gary Lucas/Sarah Stiles (Music from Max Fleischer Cartoons).